# The Pink Album
| Recensione | Giudizio |
| ---------- | -------- |
| Ondarock   | 7/10     |

The Pink Album è il terzo album in studio del cantautore italiano Immanuel Casto, pubblicato il 25 settembre 2015 dalla Freak & Chic con distribuzione Artist First.
L'uscita del disco è stata anticipata dai singoli Deepthroat Revolution e Da grande sarai fr**io, rispettivamente pubblicati il 22 giugno e il 18 settembre 2015.

## Tracce
Testi di Immanuel Casto, eccetto dove indicato, musiche di Stefano "Keen" Maggiore, eccetto dove indicato.
1. Into the Pink – 2:15
2. Deepthroat Revolution – 3:43
3. Da grande sarai fr**io – 4:35 (testo: Immanuel Casto, Fabio Canino)
4. Rosico (feat. Tying Tiffany) – 3:42 (testo: Immanuel Casto, Tying Tiffany, Il Deboscio)
5. Rosso, oro e nero (feat. Soviet Soviet) – 4:23 (musica: Einstürzende Neubauten) – originariamente interpretata dagli Einstürzende Neubauten
6. DiscoDildo – 3:41
7. Male al cubo – 3:45
8. Social Queen – 3:58
9. Horror vacui (feat. Romina Falconi) – 4:04 (testo: Immanuel Casto, Romina Falconi)
10. Uomini veri – 5:12 (testo: Immanuel Casto, Romina Falconi – musica: Joe Jackson)
11. Alphabet of Love – 3:32

## Formazione
Musicisti
- Immanuel Casto – voce
- Keen – strumentazione, cori (tracce 2 e 10)
- La Vergine d'Orecchie – cori (eccetto tracce 1, 9 e 11)
- Micaela Ester Perardi – voce aggiuntiva (tracce 3, 6, 7 e 8)
- Tying Tiffany – voce (traccia 4)
- Valerio Cambareri – pianoforte (traccia 6)
- Riccardo Ferrini – chitarra (traccia 7)
- Romina Falconi – voce (traccia 9)
- Federico Bettini – chitarra (traccia 9)

Produzione
- Immanuel Casto – direzione artistica
- Keen – produzione
- Lorenzo Montanà – produzione (tracce 2 e 4)
- Soviet Soviet – produzione (traccia 5)
- Cristiano Sanzeri – missaggio (eccetto tracce 7 e 10), produzione (tracce 3 e 6)
- Giampiero Ulacco – missaggio (tracce 7 e 10)
- Alessandro Vanara – mastering
- Daniele Pacini – trucco
- Francesco Corlaita – fotografia

## Classifiche
| Classifica (2015) | Posizione massima |
| ----------------- | ----------------- |
| Italia            | 21                |